# Võrumaa
Võrumaa (est. Võru maakond, võr. Võro maakund) – jedna z 15 prowincji w Estonii, znajdująca się w południowej części kraju. Jej powierzchnia wynosi 2773,17 km². Populacja na koniec 2021 roku wynosiła 34 180 osób, zamieszkują ją m.in. Võro.
W granicach prowincji znajduje się Suur Munamägi – najwyższy szczyt Estonii i krajów bałtyckich, o wysokości 317,4 m n.p.m.

## Podział administracyjny
Prowincja jest podzielona na 5 gmin:
Gminy miejskie:
- Võru (Võru linn)

Gminy wiejskie:
- Antsla
- Rõuge
- Setomaa
- Võru (Võru vald)

Wcześniej, przed reformą administracyjną z 2017 roku, była podzielona na 13 gmin:
- Miejskie: Võru
- Wiejskie: Antsla, Haanja, Lasva, Meremäe, Misso, Mõniste, Rõuge, Sõmerpalu, Urvaste, Varstu, Vastseliina, Võru